# Антонов, Владимир Аполлонович
Владимир Аполлонович Антонов (1882, Тамбов — 1946) — русский инженер, архитектор, работавший в Куманове, Королевство Югославия, внёс значительный вклад в модернизацию города.

## Биография
Антонов родился в 1882 году в городе Тамбове Российской империи. В 1900 году он окончил реальное училище в Тамбове, а затем Высшее архитектурное училище. Он зять русского генерала Николая Подгорецкого. С началом Гражданской войны в России в 1917 году Антонов был в составе Белой армии, а после её поражения в начале 1920-х годов эмигрировал в Королевство Югославия и поселился в Куманове. Его тесть Николай с дочерьми также поселились в Куманове.

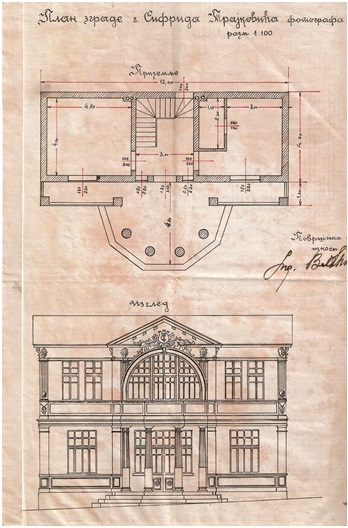
План дома Сифрида Трайковски Миладинова на Велешки Сокак

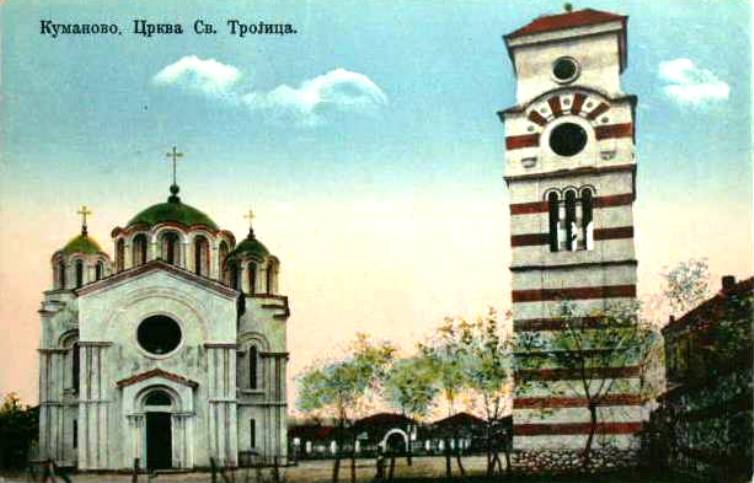
Церковь Святой Троицы в Куманове, работы Антонова

В 1923 году Антонов выиграл конкурс на звание городского инженера Куманова. Антонов реализовал первый план регулирования Куманова, составленный чешским инженером Душаном Миросавлевичем из Белграда в 1923 году. За короткий период в 15 лет Антонов создал красивейшие здания в стиле неоклассицизма, украшающие сегодня Куманово: Дом ремесленников (1930), конструкцию кровли Соколанского Дома по проекту Момира Коруновича, гостиницу «Куманово», Мясной круг (1930–1934), ряд зданий на нынешней улице 11 Октября, Долня Градский парк, дома Тома Глигорьевича, Хаджипоповых, Хитевых, Сифрида Миладинова, Васы Поповича, Манушевых, Тасковых и многих других.
Антонов являлся начальником городской пожарной охраны.
Из-за военных действий в 1941 году болгарская администрация Македонии депортировала его и он поселился в Баня-Луке, где находится крупная русская община (Баня-Лука находилпсь в составе Независимого Государства Хорватия), а в 1944 году — в Нови-Саде (тж. в составе Независимого Государства Хорватия). После окончания Второй мировой войны вернулся в Куманово, где и умер в 1946 году. Похоронен на городском кладбище.
17 ноября 2009 года Антонов был назван одним из пяти лучших кумановцев XX века.